# Bøylestad
Bøylestad is een kleine plaats in de fylke Agder in het zuiden van Noorwegen. De plaats ligt in de gemeente Froland. Bij het dorp is een stopplaats aan Arendalsbanen, de aftakking van Sørlandsbanen van Nelaug naar Arendal.